# Trimellietzuuranhydride
Trimellietzuuranhydride of TMA is een organische verbinding met als brutoformule C9H4O5. De stof komt voor als kleurloze en reukloze hygroscopische kristallen of poeder, dat traag reageert met water. Ze is oplosbaar in watervrije, polaire oplosmiddelen zoals N-methylpyrrolidon en dimethylformamide.

## Synthese
Trimellietzuuranhydride kan worden bereid door trimellietzuur te verwarmen.

## Toepassingen
Trimellietzuuranhydride is een comonomeer voor polyimide-, polyesterimide- en polyamide-imideharsen, die geschikt zijn voor coatings die bestand zijn tegen hoge temperaturen en die een grote chemische bestendigheid hebben. Het wordt ook gebruikt als "vernetter" van epoxyharsen en voor de synthese van weekmakers voor pvc. De wereldwijde productiecapaciteit van TMA werd geschat op 100.000 ton/jaar in 2000.

## Toxicologie en veiligheid
De stof reageert hevig met oxiderende stoffen. Ze reageert traag met water (hydrolyse), met vorming van trimellietzuur.
Trimellietzuuranhydride is irriterend voor de ogen, de huid en de luchtwegen. Inademing van het poeder of de damp kan op astma lijkende reacties teweegbrengen.
Herhaalde of langdurige inademing kan schadelijke effecten hebben op de longen, op het bloed (bloedarmoede) en astma veroorzaken.